# المطارد (فلم 1986)
المُطارد (بالإنجليزية: Manhunter) هُو فيلم نيو نوار وإثارة نفسية أمريكي صدر سنة 1986، وهُو من تأليف وإخراج مايكل مان. بُني سيناريو الفيلم بشكل أساسي على رواية التنين الأحمر للكاتب توماس هاريس، والتي صدرت سنة 1981. الفيلم من بطولة كُل من ويليام بيترسن في دور ويل غراهام، وهُو عميل ومُحلل جنائي يشتغل في مكتب التحقيقات الفدرالي، وتوم نونان في دور القاتل المُتسلسل فرانسيس دولارهايد، ودينيس فارينا في دور جاك كراوفورد، وهُو رئيس ويل غراهام في مكتب التحقيقات الفيدرالي، وبريان كوكس في دور القاتل المسجون هانيبال ليكتور. يُركز الفيلم على عودة غراهام من تقاعده بدعوة من رئيسه كراوفورد، وذلك للمُشاركة في تحقيقات المكتب في جرائم القتل التي يرتكبُها دولارهايد، حيث أن هذا الأخير هُو قاتل مُتسلسل يُعرف باسم «جنية الأسنان» (بالإنجليزية: Tooth Fairy). لقيامه بذلك، يُقرر ويل الاستعانة بخدمات القاتل المُتسلسل المسجون هانيبال لكي يُساعده في كشف هوية القاتل، على الرغم من أن هانيبال كاد أن يقتُل ويل غراهام في إحدى المرات.
يُركز فيلم المُطارد على مجال الطب الشرعي، وطريقة اشتغال مكتب التحقيقات الفيدرالي في هذا المجال، من أجل تعقب القتلة، كما يُظهر الفيلم الآثار طويلة المدى التي تُحدثها مثل هذه الحالات على المُحققين مثل ويل غراهام. يتميز الفيلم بالاستخدام المُنمق والشديد للألوان بغرض التعبير عن هذا الإحساس بالازدواجية الذي تتميز به شخصيات الفيلم، وهُو الأمر الذي اكتشفه المُحللون لاحقا خلال القراءات الأكاديمية للفيلم. كان هذا الفيلم أول فيلم مُقتبس عن سلسلة روايات هانيبال ليكتر التي ألفها هاريس، كما كان الفيلم أول عمل سينمائي يُبنى على رواية الثنين الأحمر، حيث صدر فيما بعد في سنة 2002 فيلم مبني على هذه الرواية يحمل نفس الاسم.
حظي الفيلم بمُراجعات مُتباينة من النقاد، في حين كان أداؤه ضعيفًا في شباك التذاكر وقت صدوره، حيث حقق إيرادات بقيمة 8,6 مليون دولار فقط في الولايات المُتحدة. مع ذلك، أعيد تقييم الفيلم في مراجعات أحدث وحظي بآراء إيجابية بعد ذلك، حيث أشاد العديد من هؤلاء النقاد بأداء المُمثلين وبالتأثيرات البصرية التي استُخدمت في الفيلم. حظي الفيلم في السنوات التي تلت صدوره بشعبية بين الجمهور، خُصوصا بعد الاقتباسات اللاحقة لروايات هاريس، وأيضا بعد نجاح بيترسن في مُسلسل سي اس آي: التحقيق في موقع الجريمة الشهير.

## القصة
ويل غراهام كان يشتغل سابقا كمُحلل جنائي في مكتب التحقيقات الفيدرالي، حيث تقاعد بعد أن أصابه انهيار عقلي جراء تعرضه للهجوم والأسر من طرف قاتل مُتسلسل من آكلي لحوم البشر، هُو الدكتور هانيبال ليكتور. زار جاك كراوفورد ويل غراهام في منزله في فلوريدا، حيث دعاه للمُساعدة في أحد التحقيقات حول قاتل مُتسلسل جديد. وافق غراهام على طلب كراوفورد، وذلك بعد أن وعد زوجته بأنه لن يفعل شيئًا أكثر من فحص الأدلة وبأنه لن يُخاطر بأي شيء يُمكن أن يلحقه بأذى جسدي. يتوجه غراهام لزيارة أحدث مسرح جريمة في أتلانتا، حيث يُحاول الغوص في عقلية القاتل وفهمها، وهذا الأخير كانت الشرطة قد أطلقت عليه لقب «جنية الأسنان» (بالإنجليزية: Tooth Fairy)، كونه كان يترك آثار عضة على ضحاياه.
بعد أن عثر المُحققون على بصمات القاتل، يلتقي غراهام مع كراوفورد، ويُقابل الاثنان الصحفي فريدي لاوندز. يزور غراهام الطبيب النفسي ليكتور في زنزانته، وذلك لكي يسأله عن وجهة نظره حول دوافع هذا القاتل. بعد مُحادثة مُتوترة بين الاثنين، يوافق ليكتور على إلقاء نظرة في ملف القضية. في وقت لاحق، حصل ليكتور على عنوان منزل غراهام عن طريق الخداع، حيث أجرى مكالمة هاتفية مع محاميه.
يُسافر غراهام إلى مسرح الجريمة الأول في مدينة برمنغهام في ولاية ألاباما. لاحقا، اتصل به كراوفورد، ليُخبره بأن فريديرك شيلتون وجد ملاحظة في مُمتلكات ليكتور الشخصية. أدرك المُحققون بعد ذلك بأنها من القاتل «جنية الأسنان»، الذي أعرب فيها عن إعجابه بليكتور وعن اهتمامه بغراهام. يُحضر كراوفورد غراهام إلى أكاديمية مكتب التحقيقات الفيدرالي في كوانتيكو، حيث يُحلل الاثنان جُزءا مفقودا من المُلاحظة، كان قد أزاله ليكتور. يكتشفان بعد ذلك بأن هذا الجُزء كان يحتوي معلومات للتواصل عبر قسم الأشخاص في جريدة «ناشيونال تاتلر» (بالإنجليزية: National Tattler)، وهي الجريدة التي يشتغل بها لاوندز.
كان المُحققون في مكتب التحقيقات الفيدرالي يُريدون نشر إعلان مزيف في الجريدة ليحُل محل إعلان ليكتور، ولكن بدون معرفة الشيفرة التي يستعملها الاثنان في التواصل بينهما، سيعرف القاتل «جنية الأسنان» بأن الإعلان مزيف، لذلك تخلوا عن هذه الفكرة بعد ذلك. سمحوا فيم بعد للإعلان بأن يُنشر كما هو، كما نظم غراهام مقابلة مع لاوندز، صرح فيها بتحليل خاطئ ومُهين عن القاتل بغرض تحريض هذا الأخير. بعد الفشل في عملية للقبض على القاتل «جنية الأسنان»، يختطف هذا الأخير لاوندز. يُجبر القاتل لاوندز على تسجيل بيان، ثُم أشعل النار فيه بعد أن قيده إلى كرسي متحرك، ثُم بعد ذلك دحرج جسده الذي اشتعلت فيه النيران داخل مرآب وقوف السيارات في جريدة «ناشيونال تاتلر»، وهُو الفعل الذي أقدم عليه لتحذير المُحققين.
يفُك المُحققون في مكتب التحقيقات الفيدرالي تشفير رسالة ليكتور المُشفرة إلى القاتل «جنية الأسنان»، حيث كان الأمر يتعلق بعُنوان منزل غراهام مع تعليمات لقتل هذا الأخير وعائلته. يهرع غراهام إلى المنزل ليجد عائلته آمنة ولكنهم كانوا مرعوبين. بعد أن نقل مكتب التحقيقات الفيدرالي عائلة غراهام إلى منزل آمن، يشرح هذا الأخير لابنه كيفن سبب تقاعده سابقًا.
في وظيفته في معمل أفلام في سانت لويس، اقترب فرانسيس دولارهايد - القاتل «جنية الأسنان» - من زميلة له في العمل مكفوفة، تُدعى ريبا ماكلان، وعرض عليها أن يوصلها إلى منزلها. يذهب الاثنان إلى منزل دولارهايد، حيث تتجاهل ريبا حقيقة أن دولارهايد كان يشاهد مقطع فيديو لضحاياه المُقبلة التي يُخطط لقتلها. قبلت ماكلان دولارهايد، وانخرطا في علاقة حميمية بعد ذلك. في الليلة التالية، أدرك غراهام أن جرائم القتل التي يرتكبها «جنية الأسنان» مدفوعة بالرغبة في القبول. في هذه الأثناء، يكتفي دولارهايد بالمُشاهدة بينما ترافق ريبا إلى المنزل زميل آخر لها في العمل. بعد ذلك، يقتل هذا الرجل ويختطف ريبا.
بحثًا عن علاقة بين العائلات التي قتلها القاتل، يُدرك غراهام أن القاتل يجب أن يكون قد شاهد مقاطع الفيديو التي يُعدها. يُحدد غراهام وكراوفورد المُختبر الذي يُعالج فيه دولارهايد هذه المقاطع في سانت لويس. بعد تحديد الموظفين الذين شاهدوا مقاطع الفيديو هذه، يسافر غراهام وكراوفورد مع حراسة من الشرطة إلى منزل دولارهايد. في الداخل، يستعد دولارهايد لقتل ريبا بقطعة من الزجاج، بينما تجمع أفراد الشرطة حول المنزل. بعد أن رأى بأن دولارهايد لم يكن وحده في المنزل وان شخصا ما معه، اندفع غراهام إلى المنزل من خلال النافذة. أخضع دولارهايد هذا الأخير، وأمسك بعد ذلك ببندقية وأطلق النار على ضابطي شرطة. بعد إصابته في تبادل إطلاق النار، عاد دولارهايد إلى المطبخ، لكن غراهام أطلق عليه النار هُناك وقتله. يتولى المسعفون رعاية غراهام وريبا وكراوفورد ويعود غراهام إلى عائلته.

## طاقم التمثيل
- وليام بيترسين في دور ويل غراهام. كانت ثُلة من أشهر مُمثلي هوليوود على غرار ريتشارد غير وميل غيبسون وبول نيومان مُقترحين للعب هذا الدور، إلا أن مايكل مان اختار بيترسين بالتحديد بعد أن شاهد أداءه في فيلم الحياة والموت في لوس أنجلوس.[5] قضى بيترسين الكثير من الوقت مع بعض الضُباط في شُرطة شيكاغو[الإنجليزية]، وذلك بغرض معرفة المزيد حول دوره. إضافة لهذا كله، شارك بيترسين في دور صغير في فيلم السارق[الإنجليزية] الذي أخرجه مايكل مان سنة 1981.[6]
- توم نونان في دور فرانسيس دولارهايد[الإنجليزية]، هذا الدور الذي اختلفت طريقة تهجئة هذا الاسم بين الرواية والفيلم، حيث أنه في الرواية كان مكتوبا على شكل (بالإنجليزية: Dolarhyde)، في حين كُتب في الفيلم على شكل (بالإنجليزية: Dollarhyde). اختير نونان لهذا الدور بشكل خاص بفضل قُدرته على الارتجال التي أبداها خلال تجارب الأداء.[5] حضر نونان حصصا عديدة في رياضة كمال الأجسام، وذلك بغرض تهيئة جسده جيدا لهذا الدور.[7] للإعداد للفيلم، بدأ نونان في دراسة العديد من القتلة المُتسلسلين وشخصياتهم، لكنه سُرعان ما تخلى عن هذه الطريقة في الإعداد.[8] خلال مرحلة التصوير الرئيسية لمشاهد الفيلم، ظل نونان يتدرب على شخصيته طوال الوقت، كما اعتزل الحديث مع المُمثلين الذي يُمثلون دور مُطارديه في الفيلم تفاديا لأي تشويش.[5][8]
- دنيس فارينا في دور جاك كراوفورد[الإنجليزية]. عمل فارينا مع مايكل مان قبل هذا الفيلم، وذلك في فيلم السارق الذي صدر سنة 1981،[5] وذلك قبل حتى أن يُشارك في مُسلسل قصة الجريمة[الإنجليزية][9]، أو في عدة حلقات من مُسلسل ميامي فايس.[10][11][12] قبل اختياره لهذا الدور، كان فارينا قد قرأ مُسبقا رواية الثنين الأحمر، وقد استُدعي لتجارب الأداء في نفس الوقت الذي استُدعي فيه زميله براين كوكس.[13]
- كيم غريست في دور مولي غراهام. عملت غريست في وقت سابق مع مايكل مان في إحدى حلقات مُسلسل ميامي فايس.[14]
- براين كوكس في دور الدكتور هانيبال ليكتر. كانت ثُلة من أشهر مُمثلي هوليوود على غرار جون ليثغو وماندي باتينكين وبريان دينيهي، إضافة إلى المُخرج ويليام فريدكن، كانت قد اقتُرحت أسماؤهم للعب هذا الدور. كما هُو الحال بالنسبة لتسمية دولارهايد، فإن هذا الاسم بدوره اختلفت طريقة تهجئته بين الرواية والفيلم، حيث أنه في الرواية كان مكتوبا على شكل (بالإنجليزية: Lecktor)، في حين كُتب في الفيلم على شكل (بالإنجليزية: Lecter).[5][15] خلال تدريباته للمُشاركة في الفيلم، أخذ كوكس الكثير من شخصية القاتل المُتسلسل الإسكتلندي بيتر مانويل.[8] خلال تجارب الأداء، كان كوكس يُدير ظهره عن لجنة اختيار المُمثلين خلال الإلقاء، حيث أراد أعضاء هذه اللجنة أن يستكشفوا القوة في صوته من أجل اختياره لهذا الدور.[16]
- جوان ألين في دور ريبا ماكلان. خلال إعدادها للعب هذا الدور، قضت ألين الكثير من الوقت في معهد نيويورك للمكفوفين[الإنجليزية] بُغية تعلم طريقة المشي كما لو أنها مكفوفة.[8] عملت ألين سابقا مع بيترسين سنة 1981، وذلك في مسرحية بلسم جلعاد[الإنجليزية].[17]
- ستيفن لانغ في دور فريدي لاوندز[الإنجليزية]. شارك لانغ سنة 1986 في فيلم عصبة اليد[الإنجليزية]، والذي كان قد اشتغل فيه مايكل مان كمُنتج تنفيذي. شارك بعدها إلى جانب فارينا في مُسلسل «قصة الجريمة» الذي أخرجه مايكل مان،[9] وأيضا في فيلم أعداء الشعب لنفس المُخرج والذي صدر سنة 2009.
- بنجامين هندريكسون[الإنجليزية] في دور فريديرك شيلتون[الإنجليزية].

## الإنتاج

### ما قبل الإنتاج
كان مُنتجو الفيلم قد قرروا بداية تسمية الفيلم بعُنوان «التنين الأحمر»، على غرار عُنوان الرواية. صرح مايكل مان فيم بعد، بأن عنوان الفيلم غُير إلى عنوان جديد هُو «أدنى مستوى» (بالإنجليزية: inferior)، وأن المُنتج دينو دي لورينتيس هُو من غير العنوان، وذلك بعد صدور فيلم عام الثنين سنة 1985، والذي أخرجه مايكل سيمينو وأنتجه دي لورينتيس، هذا الفيلم الذي حصد بعد ذلك إيرادات ضعيفة في شباك التذاكر. علق ويليام بيترسين بأن هُناك سببًا آخر وراء تغيير العنوان، هُو أن العُنوان القديم يُمكن أن يُوحي للمُشاهد بأن الفيلم تتمحور قصته حول الفنون القتالية. وقد صرح بيترسين بأنه "في ذلك الوقت، كان بروس لي بصدد طرح سلسلة أفلام الثنين، لذلك قرر دي لورينتيس بحكمته تغيير العنوان، بحُكم أن الناس سيعتقدون بأن الفيلم فيلم كونغ فو". كما أعرب بريان كوكس، الذي لعب دور القاتل المسجون هانيبال ليكتور، عن ازدرائه بعُنوان الفيلم، واصفا إياه بأنه «رقيق» و «رخيص».
كان ديفيد لينش من الأسماء المُرشحة في البداية لتولي دور المُخرج، حيث كان لينش لا يزال يربطه عقد مع دي لورينتيس بعد عملهما في فيلم كثيب الذي صدر سنة 1984. ولكن بالرغم من ذلك، رفض لينش تولي إخراج الفيلم، حيث وجد القصة «عنيفة ومُنحطة تمامًا».
للتحضير لدور ويل غراهام، قضى ويليام بيترسين الكثير من الوقت مع ضُباط الشرطة في وحدة الجرائم العنيفة في شُرطة شيكاغو، وأيضا مع بعض الأفراد في وحدة الجرائم العنيفة التابعة لمكتب التحقيقات الفيدرالي، حيث تحدث مع هؤلاء الضباط حول دوره، كما قرأ وطالع بعض ملفات الجرائم السابقة. تحدث إلى المُحققين بخصوص قضية ريتشارد راميريز، وذلك حول كيفية تعاملهم مع آثار هذه الحالات المُزعجة عليهم وكيف تعلموا "الفصل" بين أمور حياتهم العملية وشؤون حياتهم الشخصية. صرح بيترسين بأن أحد الضباط أخبره بأنه: "في نهاية اليوم، حتى لو كنت مُجرد شرطي عادي، فإن تلك القضايا تُؤثر فيك. خلال السنوات الثلاث التي قضاها في العمل على السيناريو، أمضى مايكل مان أيضًا الكثير من الوقت مع أفراد من وحدة العلوم السلوكية التابعة لمكتب التحقيقات الفيدرالي، حيث صرح لاحقا بأنه قابل أشخاصًا يشبهون شخصية ويل غراهام. قاد هذا المُستوى من البحث برينت تورفي إلى وصف الفيلم بأنه "واحد من أكثر الأفلام التي مزجت بكفاءة بين علوم الطب الشرعي المُتطورة والتحليل الجنائي في ذلك الوقت." أمضى مان أيضًا عدة سنوات في مُقابلة القاتل المسجون دينيس واين والاس. كان الدافع لدى والاس خلال الجرائم التي ارتكبها هو هوسه بامرأة كان بالكاد يعرفها، كما كان والاس يعتقد بأن أغنية "إين آغادا دا فيدا" (بالإنجليزية: In-A-Gadda-Da-Vida) لفرقة آيرون باترفلاي كانت أفضل أغنية للمجموعة على الإطلاق. ألهم هذا الارتباط مايكل مان بأن يُدرج هذه الأغنية خلال المشاهد النهائية للفيلم.
اعتمد توم نونان، الذي لعب دور القاتل فرانسيس دولارهايد، في البداية على طريقة البحث في سير قتلة متسلسلين آخرين لدراسة هذا الدور أكثر، لكنه صُدِم من الأمور التي وجدها خلال بحثه. لذلك قرر أن يلعب شخصيته بإحساس أنه كان يقتل ضحاياه لدافع معقول، وليس بغرض إيذاءهم. صرح نونان لاحقا: «أردت أن أشعر أن هذا الرجل يبذل قصارى جهده، وأنه كان يفعل ذلك بدافع الحب». ينسب نونان الفضل في اختياره لهذا الدور إلى قُدرته على الارتجال التي أبداها خلال تجارب الأداء، وقد صرح بأنه كان يقرأ نص السيناريو الخاص بدوره جنبًا إلى جنب مع امرأة شابة. أثناء قراءته للمشهد الذي يظهر فيه تعذيب فريدي لاوندز، لاحظ نونان أن المرأة بدأ يعتليها الخوف، لذلك حاول عمدا إخافتها أكثر. كان يعتقد أن هذا الأمر هو الذي سيُؤمن له الدور.
صرحت جوان ألين، التي أدت شخصية ريبا ماكلين، بأنها التقت مُمثلين عن معهد نيويورك للمكفوفين استعدادًا لدورها. كما أمضت جوان الكثير من الوقت تتجول في أحياء نيويورك وهي مُرتدية قناعًا على عينيها، وذلك بُغية أن تعتاد على المشي كما لو أنها مكفوفة.
كانت ثُلة من مُمثلي هوليوود على غرار جون ليثغو وماندي باتينكين وويليام فريدكين وبريان دينيهي مُرشحة لتأدية دور هانيبال ليكتور، ولكن في النهاية اختار مايكل مان الاستعانة ببريان كوكس لهذا الدور، وذلك بعد أن أوصاه دينيهي بذلك. خلال استعداده لأداء هذا الدور، اقتبس كوكس الكثير من شخصية السفاح الإسكتلندي بيتر مانويل، حيث وصف لاحقا هذا الأخير بأنه «لم يكن لديه إحساس بالصواب والخطأ.» لمح كوكس أيضًا إلى أن اختياره لمانويل كان بسبب جنسية هذا الأخير، حيث رأى بأن الشخصيات «السيئة بعض الشيء» يُؤديها الأوروبيون بشكل أفضل من غيرهم. أبقى مان دور ليكتور في الفيلم قصيرًا جدًا، مُعتقدًا أنه «شخصية جذابة لدرجة أنه كان يريد أن لا يخرج من بال الجمهور أبدا.» بالنسبة لدور ويل غراهام، صرح دي لورينتيس بأنه كان مُهتما بمجموعة من المُمثلين لهذا الدور على غرار ريتشارد غير وميل غيبسون وبول نيومان، لكن مايكل مان، وبعد أن شاهد لقطات لأداء ويليام بيترسن في فيلم الحياة والموت في لوس أنجلوس، دافع بشدة عن اختيار بيترسين لهذا الدور.

### التصوير
زعم بيترسين في مقابلة معه أن أحد مشاهد الفيلم أُجبر فيه الطاقم على تبني أسلوب حرب العصابات في صناعة الأفلام. يتطلب المشهد الذي يُغالب فيه النعاس ويل غراهام خلال دراسته صورا من مسرح الجريمة أثناء الرحلة استخدام طائرة فعلية أثناء التصوير. لم يتمكن مايكل مان من الحصول على إذن لاستخدام طائرة في مكان التصوير، لذلك حجز تذاكر للطاقم في رحلة من شيكاغو إلى فلوريدا. بمُجرد صعودهم على متن الطائرة، استخدم الطاقم مُعداتهم، التي فُحصت في المطار باعتبارها أمتعة يدوية، لتصوير المشهد بسرعة. كما طلب طاقم التصوير من ركاب الطائرة وطاقمها ارتداء السترات والألبسة الخاصة بفيلم المُطارد خلال تصويرهم لهذه المشاهد.
نوع المُصور السينمائي دانتي سبينوتي بشكل كبير بين عدة ألوان، حيث استخدم «اللون الأزرق» الذي يُشير إلى الرومانسية خلال المشاهد التي يظهر فيها ويل غراهام وزوجته. بينما استعان باللون الأخضر وقليل من اللون الأرجواني، خلال المشاهد المُقلقة في الفيلم، والتي تضم في الغالب دولارهايد. صرح بيترسين أن مايكل مان أراد إنشاء هالة بصرية لجذب الجمهور إلى الفيلم، بحيث تلعب القصة على الجانب العاطفي للمُشاهدين. استفاد مان أيضًا من مُعدلات الإطارات المُتعددة خلال تصوير لقطات ومشاهد الفيلم، حيث استعان طاقم التصوير بكاميرات مُختلفة تُسجل المشهد بمُعدلات 24 و36 و72 و90 إطارًا في الثانية، مما أعطى للمشهد الأخير ما أسماه سبينوتي إيقاعا «غير مباشر» و«مُتقطع».
خلال مرحلة التصوير الرئيسي لمشاهد الفيلم، طلب نونان من الطاقم عدم السماح لأي شخص يلعب دور ضحاياه أو مطارديه برؤيته، بينما يجب على من يتحدث معهم مُخاطبته باسم شخصيته، فرانسيس. كانت المرة الأولى التي التقى فيها نونان مع بيترسين، هي عندما قفز بيترسين عبر نافذة كبيرة أثناء تصوير مشهد تبادل إطلاق النار في نهاية الفيلم. اعترف نونان أنه بسبب طلبه هذا، أصبح الجو في موقع التصوير مُتوترًا لدرجة أن الناس أصبحوا خائفين منه بالفعل. حضر نونان حصصا عديدة في رياضة كمال الأجسام، وذلك بغرض تهيئة جسده جيدا لهذا الدور، إلا أنه شعر بأن حجمه أرهب الطاقم عند بدء التصوير. رأى نونان بأن دوره هذا دفعه إلى السفر في رحلات منفصلة والإقامة في فنادق منفصلة عن بقية الممثلين. أيضا أثناء وجوده في موقع التصوير، كان نونان يبقى في مقطورته بمفرده في الظلام لإعداد نفسه، وأحيانًا كان مايكل مان ينضم إليه ويلتزم الصمت.
يتذكر بيترسن تصوير مشهد تبادل إطلاق النار في نهاية فترة التصوير الرئيسي، عندما كان مُعظم الطاقم قد غادر موقع الإنتاج بالفعل، وذلك بسبب ضيق الوقت. مع عدم وجود طاقم مُؤثرات خاصة لتوفير مُؤثرات تناثر الدم بعد تنفيذ الطلقات النارية، وصف بيترسن كيف كان طاقم الإنتاج المُتبقي في موقع التصوير يقوم بنفخ الكاتشب من خلال خراطيم عندما تكون هناك حاجة لمثل هذه التأثيرات. أخبرت جوان ألين أيضًا أن مان حاكى تأثيرات الرصاص في مطبخ دولارهايد من خلال رمي الجرار الزجاجية عبر الأسطح حتى تتحطم في المكان الذي يحتاجها فيهان لكن إحدى هذه الجرار المكسورة تركت شظية زجاجية مغروسة في فخذ بيترسن أثناء التصوير. كان القصد من تجمع الدم المُتكون حول شخصية نونان في نهاية هذا المشهد أن يُلمح إلى وشم «التنين الأحمر» الذي تضعه الشخصية في الرواية. تركت هذه الطلقة نونان مُمددًا في شراب الذرة لفترة طويلة لدرجة أنه أصبح عالقًا على الأرض.
قضى تيد ليفين، الذي أدى لاحقا شخصية بوفالو بيل في فيلم صمت الحملان، الكثير من الوقت مع بيترسين، حيث أن الثنائي كانا يعرفان بعضهما بعضا مُنذ أيام مُشاركتهما في مسرح شيكاغو. استُدعي ليفين في وقت لاحق لتجارب الأداء الخاصة بمُسلسل قصة الجريمة، بعد أن كان قد التقى مايكل مان في إحدى المرات رُفقة بيترسين.

### ما بعد الإنتاج
علق سبينوتي على كيفية استخدام مايكل مان للإعداد المسرحي عند تأطير اللقطات، على أنه يُثير «الموقف العاطفي في الفيلم في ذلك الوقت بالذات»، كما ذكر بأن المُخرج ركز بشكل كبير على أشكال وألوان مُعينة خلال تصوير المشاهد. لفت سبينوتي الانتباه أيضا إلى المشهد الذي زار فيه غراهام هانيبال ليكتور في زنزانته، مشيرًا إلى الوضع الثابت لقضبان الزنزانة داخل إطار الصورة، حتى مع انتقال الكاميرا بين الشخصيتين ذهابًا وإيابًا. صرح سبينوتي بأنه: «لا يوجد شيء مُعيب حول فيلم المُطارد ... إنه مجرد لقطة رائعة»، كما أضاف بأن «كل شيء يُركز على نقل هذا الجو المعين. سواء كانت السعادة، أو الوهم، أو خيبة الأمل.» كان هذا «التلاعب بالتركيز والمونتاج» سمة بصرية مُميزة للفيلم.
على الرغم من تصويره في البداية للمشاهد التي تتضمن فرانسيس دولارهايد مع وشم مفصل على صدر نونان، شعر مان وسبينوتي أن النتيجة النهائية بدت في غير محلها وأنها «تقلل من شأن المُعاناة» التي واجهتها الشخصية. قص مايكل مان المشاهد التي ظهرت فيها الشخصية عارية الصدر، وأعاد تصوير لقطات إضافية لتحُل محل تلك التي أزالها. أشار سبينوتي إلى أنه بفعل ذلك، فقدت هذه المشاهد الجمالية التي اتسمت بها المشاهد الأصلية، حيث لم يكن لدى طاقم الإنتاج وقت كاف لإعادة إنشاء نفس ظروف الإضاءة التي صُورت فيها المشاهد الأصلية.
واجه بيترسن صعوبة في تخليص نفسه من شخصية ويل غراهام بعد انتهاء مرحلة التصوير الرئيسي للفيلم. أثناء تدريبه على أداء دور جديد في مسرحية في شيكاغو، شعر أن الشخصية القديمة «تخرج دائمًا» بدلاً من دوره الجديد. لمُحاولة التخلص من هذه الشخصية، ذهب بيترسين إلى صالون حلاقة حيث جعلهم يحلقون لحيته ويقصون شعره ويصبغونه باللون الأشقر حتى يتمكن من النظر في المرآة ورؤية شخص مختلف. في البداية شعر أن ذلك يرجع إلى جدول التصوير الصارم لفيلم «المُطارد»، لكنه أدرك لاحقًا أن الشخصية «قد تسللت إلى داخله».

## الموسيقى التصويرية
هيمنت الموسيقى التصويرية على كامل مشاهد الفيلم تقريبا، حيث انسجمت الموسيقى مع القصة ومع الشخصيات بشكل جميل. علق ستيف ريبين على أن الموسيقى لا يُقصد منها الارتباط بقوة المشهد الذي تُرافقه بجانبها، بل على العكس يُقصد منها الدلالة على متى يجب أن يتفاعل المُشاهد مع مشاهد الفيلم، بحيث يقترب من القصة أكثر ويعيش الأحداث عن كثب. أصدرت شركة إم سي آي ريكوردز ألبوم الموسيقى التصويرية للفيلم بكميات محدودة سنة 1986. لم يصدر الألبوم على قرص مضغوط في ذلك الوقت، واكتفت الشركة بإصداره فقط على شريط كاسيت وشريط فونوغراف. في 19 مارس 2007، صدرت مجموعة مُكونة من قرصين مضغوطين حملا عنوان «موسيقى من أفلام مايكل مان» (بالإنجليزية: Music from the Films of Michael Mann)، وضما أربعة أغان من ألبوم الموسيقى التصويرية لفيلم «المُطارد»، هُم على التوالي أغنية «قوي كما أنا» (بالإنجليزية: Strong as I Am) لفرقة ذا برايم موفرز، وأُغنية «إين آغادا دا فيدا» (بالإنجليزية: In-A-Gadda-Da-Vida) التي أصدرتها فرقة آيرون باترفلاي، وأُغنية «هذا الصمت الكبير» (بالإنجليزية: This Big Hush) لفرقة شريكباك، وأغنية «نبض القلب» (بالإنجليزية: Heartbeat) التي أنتجتها مجموعة ريد سيفن. في مارس 2010، أعلنت شركة إينترادا ريكوردز أنها ستُصدر الموسيقى التصويرية لفيلم «المُطارد» على قرص مضغوط للمرة الأولى، مع أغنية إضافية هي أغنية «حصص العداء» (بالإنجليزية: Jogger's Stakeout) التي أصدرتها مجموعة ذا ريدز.

اتصل طاقم الإنتاج بمجموعة ذا ريدز بُغية المُساهمة في إنتاج ألبوم الموسيقى التصويرية للفيلم، حيث كانت المجموعة قد شاركت ببعض أغانيها في مُسلسل ميامي فايس. سجلت المجموعة أغانيها على مدى شهرين، في استوديوهات في لوس أنجلوس ومدينة نيويورك، حيث سجلوا ما مجموعه 28 دقيقة من الموسيقى للفيلم. إلا أنه استُبدلت العديد من هذه الأغاني بأغان أخرى لكُل من شريكباك ومايكل روبيني.اقترح ريك شافير، أحد أفراد فرقة ذا ريدز، أغنيتي«مشلول مُرتاح» (بالإنجليزية: Comfortably Numb) لبينك فلويد و«كان لدي الكثير من الأحلام (الليلة الماضية)» (بالإنجليزية: I Had Too Much to Dream (Last Night)) التي أصدرتها مجموعة إلكتريك برونز، لإدماجهما ضمن ألبوم الموسيقى التصويرية للفيلم. اختار مان أغنية «قوي كما أنا» لفرقة ذا برايم موفرز لتكون ضمن ألبوم الموسيقى التصويرية للفيلم، كما مول لاحقًا ميزانية تصوير فيديو موسيقي لإصدار الأغنية على شكل أغنية فردية.
| 1.            | "قوي كما أنا (بالإنجليزية: Strong as I Am)"           | 4:37  |       |       |       |       |       |       |       |       |       |
| 2.            | "كولوكانت (بالإنجليزية: Coelocanth)"                  | 4:19  |       |       |       |       |       |       |       |       |       |
| 3.            | "هذا الصمت الكبير (بالإنجليزية: This Big Hush)"       | 6:13  |       |       |       |       |       |       |       |       |       |
| 4.            | "أغنية غراهام (بالإنجليزية: Graham's Theme)"          | 4:00  |       |       |       |       |       |       |       |       |       |
| 5.            | "تبخر (بالإنجليزية: Evaporation)"                     | 3:18  |       |       |       |       |       |       |       |       |       |
| 6.            | "نبض القلب (بالإنجليزية: Heartbeat)"                  | 3:52  |       |       |       |       |       |       |       |       |       |
| 7.            | "زنزانة ليكتور (بالإنجليزية: Lector's Cell)"          | 1:48  |       |       |       |       |       |       |       |       |       |
| 8.            | "حصص العداء (بالإنجليزية: Jogger's Stakeout)"         | 2:05  |       |       |       |       |       |       |       |       |       |
| 9.            | "منزل ليد (بالإنجليزية: Leed's House)"                | 4:32  |       |       |       |       |       |       |       |       |       |
| 10.           | "إين آغادا دا فيدا (بالإنجليزية: In-A-Gadda-Da-Vida)" | 8:20  |       |       |       |       |       |       |       |       |       |
| المدة الكلية: | المدة الكلية:                                         | 43:29 | 43:29 | 43:29 | 43:29 | 43:29 | 43:29 | 43:29 | 43:29 | 43:29 | 43:29 |

لم تُضمن الأغاني أسفله في ألبوم الموسيقى التصويرية للفيلم إلا في يوليو 2018:
| 1.            | "تجمد (بالإنجليزية: Freeze)"                                               |       |       |       |       |       |       |       |       |       |       |
| 2.            | "سيون (بالإنجليزية: Seiun) + هيكاري نو سونو (بالإنجليزية: Hikari No Sono)" |       |       |       |       |       |       |       |       |       |       |
| المدة الكلية: | المدة الكلية:                                                              | 14:42 | 14:42 | 14:42 | 14:42 | 14:42 | 14:42 | 14:42 | 14:42 | 14:42 | 14:42 |

## الإصدار

### شباك التذاكر
صدر فيلم المُطارد في الولايات المتحدة في 15 أغسطس 1986. عُرض الفيلم في 779 مسرحا، وحقق إيرادات بقيمة 2,204,400 دولار في عُطلة نهاية الأسبوع الافتتاحية. بلغت إيرادات الفيلم الإجمالية 8,620,929 دولارًا أمريكيًا في الولايات المُتحدة، مما جعله يحتل المرتبة السادسة والسبعين ضمن قائمة الأفلام الأعلى دخلا في ذلك العام. بسبب مشاكل داخلية في «مجموعة دي لورينتيس للترفيه» (بالإنجليزية: De Laurentiis Entertainment Group)، أُجل العرض الأول للفيلم في المملكة المُتحدة لأكثر من عام، ثُم عُرض بعد ذلك في نوفمبر 1987 في إطار فعاليات مهرجان لندن السينمائي. في 24 فبراير 1989، صدر الفيلم للعرض المسرحي على نطاق واسع. في فرنسا، عُرض فيلم المُطارد لأول مرة في البلد في 9 أبريل في 1987 في إطار فعاليات مهرجان كونياك السينمائي الدولي، حيث مُنح بعد ذلك جائزة النقاد في هذا المهرجان. عُرض الفيلم بعد ذلك في دورة سنة 2009 من مهرجان كاميريماج السينمائي الذي أُقيم في مدينة وودج في بولندا. في 19 مارس 2011، عُرض الفيلم في مسرح غرومان المصري في هوليوود للاحتفال بالذكرى الخامسة والعشرين لصدوره، وقد كان مايكل مان حاضرًا في هذا الحدث.

### نسخ أخرى
صدر فيلم المُطارد في إصدار ذي شاشة عريضة على قُرص ليزر سنة 1986. صدرت نُسخة في إتش إس عدة مرات، بما في ذلك بواسطة مجموعة بيرتلسمان ميوزيك في 10 أكتوبر 1998، وبواسطة يونيفرسال بيكتشرز هوم للترفيه سنة 2001. الفيلم مُتوفر أيضًا على أقراص دي في دي في إصدارات مُختلفة. أصدرت أنكور باي للترفيه سنة 2000 إصدارًا محدودًا من قُرصي دي في دي، حيث أن القُرص الأول كان يضُم النسخة التي عُرضت في صالات السينما مع إضافات، في حين كان القرص الثاني يحتوي على «نُسخة المُخرج». في سنة 2003، أصدرت أنكور باي نُسخة جديدة من «نُسخة المُخرج» كان قد أشرف عليها مايكل مان، وهي نُسخة قريبة جدًا من «نُسخة المُخرج» التي صدرت سنة 2000، ولا ينقصها إلى مشهد واحد.
أصدرت مترو غولدوين ماير (التي تملك حقوق فيلمي صمت الحملان وهانيبال) سنة 2004 نُسخة دي في دي جديدة من النسخة المسرحية للفيلم، ولكن في هذه المرة الصورة مُؤطرة ومُنسقة بشكل جيد. في يناير 2007، أصدرت مترو غولدوين ماير نفس النسخة لكن بتنسيق شاشة عريضة، وهذه المرة الأولى التي تصدر فيها هذه النسخة بمثل هذا التنسيق على قرص دي في دي، وذلك كجُزء من مجموعة هانيبال ليكتر، جنبًا إلى جنب مع أفلام صمت الحملان وهانيبال. صدر فيلم المُطارد مرة أخرى في سبتمبر 2007. أعاد استوديو الإنتاج إصدار مجموعة هانيبال ليكتر على بلو راي في سبتمبر 2009. في سنة 2016، أصدرت شركة «شوت فاكتوري» (بالإنجليزية: Shout! Factory) كلتا نُسختي الفيلم، أي النسخة المسرحية ونُسخة المُخرج، على قُرص بلوراي.

## الاستقبال
عند صدوره، حظي فيلم «المُطارد» بمُراجعات نقدية مُتباينة ما بين الإيجاب والسلب. في البداية، كان يُنظر إلى الفيلم على أنه أنيق للغاية، ويرجع ذلك إلى حد كبير إلى استخدام مايكل مان للعلامة التجارية التي كانت سائدة بين الأفلام في ثمانينيات القرن العشرين، والتي هي ألوان الباستيل والفن الزخرفي والطوب الزجاجي. كان النقد الشائع في المُراجعات الأولية هو أن الفيلم بالغ في استخدام الموسيقى والمُؤثرات البصرية. كما شكك بعض النقاد في مهارة بيترسين كمُمثل في دور البطولة. انتقد النقاد في صحيفة نيويورك تايمز بشكل خاص الأسلوب الذي نهجه المُنتجون في الفيلم، حيث وصفوا ذوق مايكل مان بأنه «مُبالغ فيه». لاحظ الكاتب الصحفي في شيكاغو تريبيون ديف كير، أن مايكل مان «يؤمن بالأسلوب لدرجة أنه لم يترك إلا مقدارا قليلا جدًا من الإيمان في شخصيات ومشاهد فيلمه»، مضيفًا أن تركيز الفيلم على الأسلوب يعمل على «استنزاف أي فكرة عن المصداقية» من قصة الفيلم.

## علم الأدلة الجنائية في السينما والتلفزيون
أثر التركيز في فيلم «المُطارد» على استخدام الطب الشرعي في التحقيقات الجنائية على العديد من الأفلام والمُسلسلات التلفزيونية التي أتت بعده. خصوصا على مُسلسل سي اس آي: التحقيق في موقع الجريمة الذي شارك فيه ويليام بيترسين، والذي «استوحى» أو على الأقل «تأثر» بمشاهد الطب الشرعي في فيلم «المُطارد». لوحظ أيضا أن طريقة أداء بيترسين المُتعاطفة نوعا ما لشخصية المُحلل ويل غراهام ساعدت في تغيير الصورة النمطية لعميل مكتب التحقيقات الفيدرالي في الثقافة الشعبية الأمريكية، واستمر هذا التغير طوال عقدي الثمانينيات والتسعينيات من القرن العشرين. يُعتبر فيلم «المُطارد» بمثابة الأب الروحي لعدة أفلام ومُسلسلات تلفزيونية في مثل هذا المجال، على غرار مُسلسلات مثل ميلينيوم وجون دوو والمُحلل الجنائي  والملفات الغامضة، وأفلام مثل القاتل المقلد وسويتشباك وجامع العظام وسبعة وفولان.
في سنة 1991، صدر فيلم صمت الحملان، وهُو فيلم مقتبس عن رواية هاريس التالية ضمن سلسلة روايات هانيبال ليكتر. مع ذلك، لم يُعد أي من المُمثلين في فيلم «المُطارد» تمثيل نفس أدوارهم في هذا الفيلم، على الرغم من ظهور المُمثلين فرانكي فيسون ودان باتلار في كلا الفيلمين ولكن في شخصيات مُختلفة وغير مُرتبطة. حصل فيلم صمت الحملان على العديد من الجوائز ونال العديد من الترشيحات، بما في ذلك جائزة الأوسكار لأفضل فيلم. يُعد الفيلم أيضا واحدا من ثلاثة أفلام فقط فازت بجوائز الأوسكار لأفضل فيلم وأفضل مُخرج وأفضل مُمثل وأفضل مُمثلة وأفضل سيناريو مرة واحدة. بعد صدور فيلم صمت الحملان، صدرت 3 أفلام أخرى ضمن نفس السلسلة، هُم: هانيبال سنة 2001، والتنين الأحمر سنة 2002 وتمرد هانيبال سنة 2007، بالإضافة إلى المُسلسل التلفزيوني هانيبال الذي عُرض على شبكة إن بي سي خلال الفترة 2013-2015.
من بين هذه الأفلام التي صدرت ضمن نفس السلسلة، هُناك فيلم التنين الأحمر الذي صدر سنة 2002، والمُقتبس من نفس الرواية التي بُني عليها فيلم المُطارد. حصد فيلم التنين الأحمر إيرادات مُهمة في شبابيك التذاكر، حيث بلغ مجموع أرباحه 209,196,298 دولار أمريكي، مُقابل ميزانية إنتاج لم تتجاوز 78 مليون دولار. حظي فيلم التنين الأحمر بإشادة كبيرة من النقاد، فعلى موقع الطماطم الفاسدة، حصل الفيلم على نسبة مُوافقة بلغت 68٪ بناء على 183 مُراجعة نقدية. أما على موقع ميتاكريتيك، فقد حصل الفيلم على تقييم 60٪ وذلك بناء على 36 مُراجعة نقدية من نقاد هذا الموقع. عمل المُصور السينمائي دانتي سبينوتي، الذي سبق له أن اشتغل ضمن طاقم إنتاج فيلم «المُطارد»، كمُدير للتصوير في فيلم التنين الأحمر.

## وصلات خارجية
- مقالات تستعمل روابط فنية بلا صلة مع ويكي بيانات